# 액막이

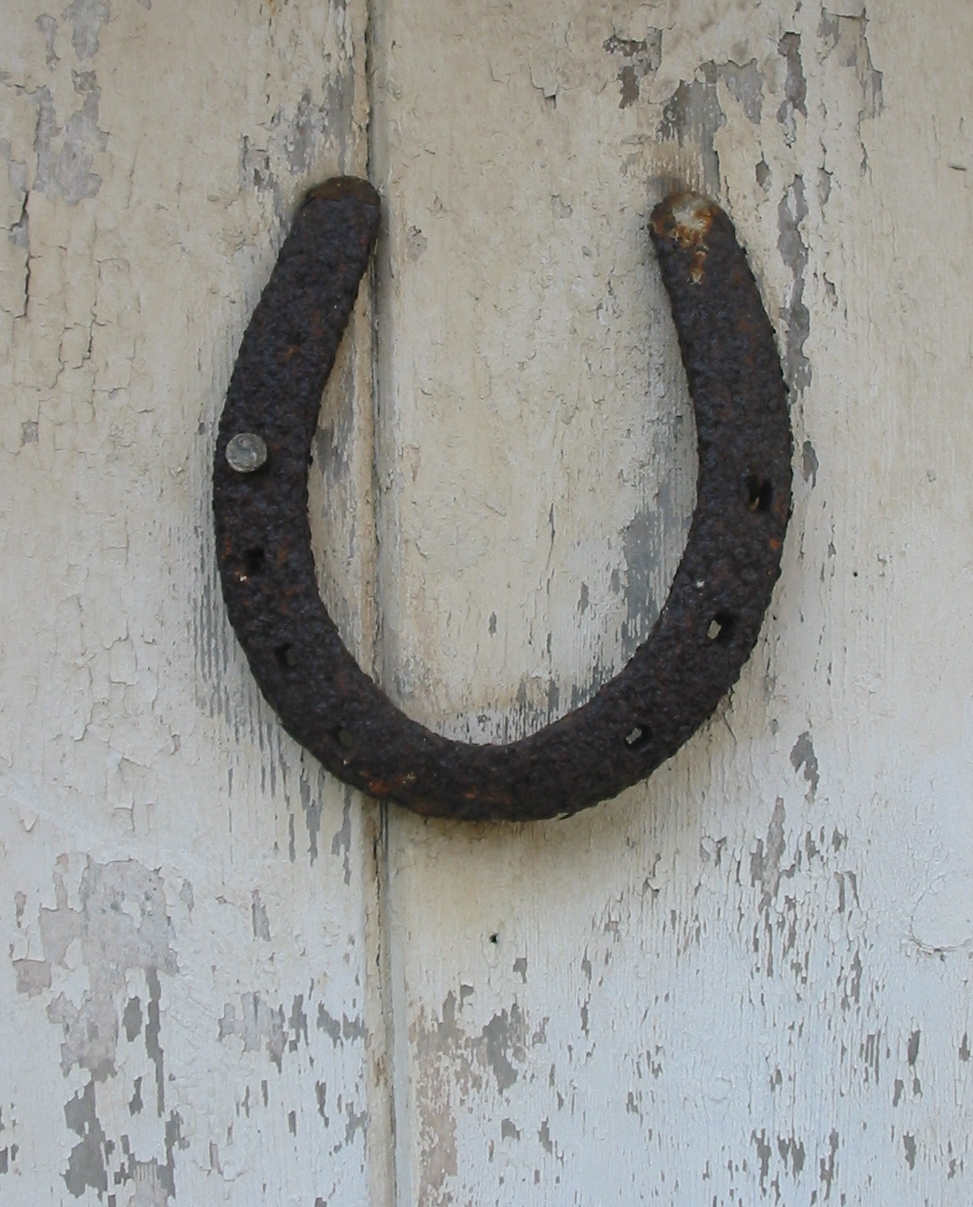

액막이는 닥쳐올 액(厄)을 막으려는 행위이다. 액막이에는 주로 타력이 이용된다.
귀신을 막으려면 그 귀신이 좋아하는 것과 싫어하는 물건이 사용된다. 병마(病魔)·악귀(惡鬼)는 빨간색이나 노란색을, 소리로서는 북·금속성·슬픈 소리·고함소리를, 강한 냄새와 강한 자극을 주는 매운 것, 신 것을 싫어하며 뜨거운 것이나 아픈 감각을 주는 것을 두려워한다고 전해진다. 그러므로 액막이에 이상의 다섯 감각을 주면 귀신은 도망치고 재화(災禍)는 방지된다고 한다. 빨간색을 나타내는 것으로는 팥·고춧가루·고사떡이 있으며, 앞에서 보았던 나례의 구나에서 빨간 옷이나 수건이 사용되었다.
굿 중의 오귀 굿에서도 빨간 천을 무당이 머리부터 뒤집어 쓰고 귀신을 몰아내는 것이다. 동짓날에 팥죽을 쑤고, 찹쌀가루로 새알 모양의 떡을 만들어 그 죽 속에 넣어서 제물로 쓰고 또 사람들이 먹으며, 팥죽 국물을 문짝에 뿌려서 액막이를 한다. 이 풍속신앙은 <형초세시기(荊楚歲時記)>에 "재주 없는 아들이 동짓날에 죽어서 귀신이 되었는데 그 아들이 생전에 팥을 몹시 두려워했다. 그러기 때문에 그 귀신을 팥죽으로써 물리친다"는 초나라의 풍습에서 유래하는 것이라고 <동국세시기(東國歲時記)>에 기록되어 있다.

## 같이 보기
- 부적
- 문배